# Jaguar D-Type
Jaguar D-Type er en sportsvogn, der blev produceret af Jaguar Cars Ltd. mellem 1954 og 1957. Den blev designet specifikt til at vinde 24 Timers Le Mans, og havde den samme XK rækkemotor-6 og mange mekaniske komponenter som forgængeren C-Type. Den struktur var dog radikalt anderledes med et innovativt selvbærende karosseri og god aerodynamik, der integrerede flyteknologi, inklusive den karakteristiske alefinne.
Motorstørrelsen begyndte som en 3,4 L men blev forøget til 3,8 L i 1957, og reduceret til 3,0 L i 1958, da nye regler i Le Mans reducerede den tilladte motorstørrelse. D-Typerne vandt Le Mans i 1955, 1956 og 1957. Efter Jaguar midlertidigt trak sig fra motorsport som hold udbød virksomheden den ufærdige D-Type som XKSS-versionen, der var lovlig til gadebrug. I 1957 var 25 af disse biler i forskellige stadier af færdiggørelse, da en brand på fabrikken ødelagde de 9.
Der menes at være fremstillet 71 D-Typer, inklusive 18 til virksomhedens motorsportshold og 53 til private, samt yderligere 16 D-Typer ombygget til XKSS-versionen. Ifølge Jaguar er der produceret 75 D-Typer.
Bilen er i dag meget eftertragtet bland bilsamlere. En model fra 1955 blev solgt på Sotheby's auktioner i Monterey i 2016 for $21.780.000.